# Fryingpan River
Der Fryingpan River ist ein 48 Kilometer langer Nebenfluss des Roaring Fork River im US-Bundesstaat Colorado. Der Fluss entspringt in der Sawatch Range im White River National Forest im Pitkin County. Danach fließt er entlang an der Grenze der Countys Pitkin County und Eagle County. Unterhalb von Meredith wird er zum Ruedi Reservoir gestaut. Bei Basalt mündet er in den Roaring Folk River.